# Caterina Gattilusio
Caterina Gattilusio (? - 1442) là vợ thứ hai của Konstantinos XI, vị Hoàng đế cuối cùng của Đế quốc Byzantine khi ông còn là Công tước xứ Morea.
Bà là con gái của Dorino đảo Lesbos và Orietta Doria. Năm 1440, Caterina đã đính hôn với Konstantinos Palaiologos. Cuốn biên niên sử của George Sphrantzes ghi lại rằng chính tác giả đã đến đảo Lesbos vào ngày 6 tháng 12 năm 1440 để đón Caterina và đưa cô tới làm lễ đính hôn.
Cuộc hôn nhân diễn ra vào ngày 27 tháng 7 năm 1441. Tuy nhiên Caterina đột ngột mất vào năm sau, có giả thuyết cho rằng bà chết khi đang sinh con giống như trường hợp người vợ trước của ông là Maddalena Tocco. Do vậy mà Konstantinos không bao giờ tái hôn nữa.